# Barou-en-Auge
Barou-en-Auge é uma comuna francesa na região administrativa da Normandia, no departamento Calvados. Estende-se por uma área de 8 km². Em 2010 a comuna tinha 74 habitantes (densidade: 9,3 hab./km²).